# Paul Wendland

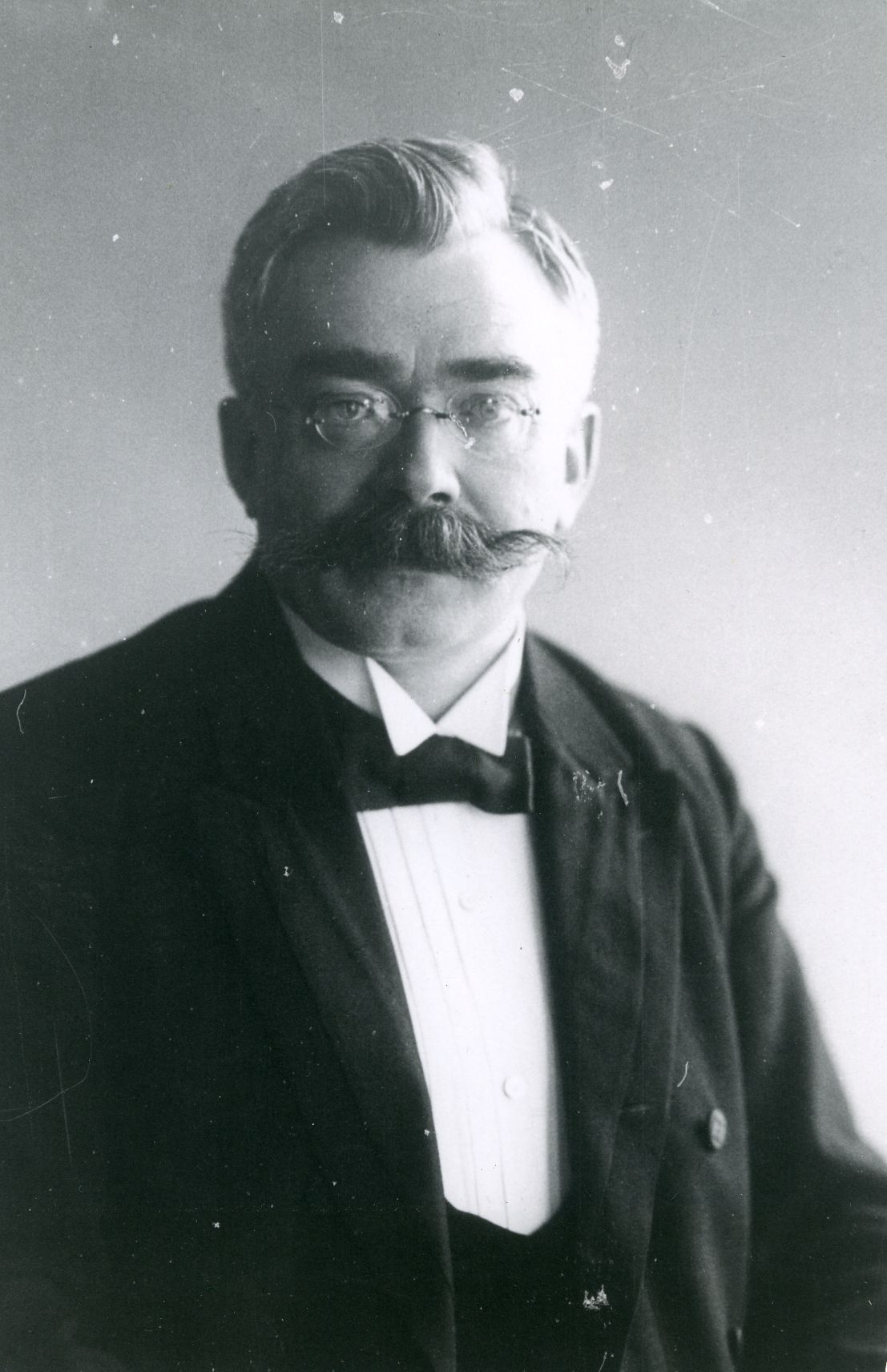
Paul Wendland

Johann Theodor Paul Wendland (* 17. August 1864 in Hohenstein, Ostpreußen; † 10. September 1915 in Göttingen) war ein deutscher Altphilologe.

## Leben
Johann Theodor Paul Wendland, Sohn eines Pfarrers, Bruder des Basler Hochschullehrers Johannes Wendland und Urenkel des evangelischen Erzbischofs Ludwig Ernst von Borowski, studierte von 1883 bis zu seiner Promotion 1886 in Bonn. Vor allem Hermann Usener und Hermann Diels, bei dem Wendland promovierte, hatten Einfluss auf ihn. Von 1889 bis 1902 arbeitete Wendland als Gymnasiallehrer in Berlin: 1889 als Hilfslehrer am Leibniz-Gymnasium, danach als Hilfslehrer, ab 1891 als ordentlicher Lehrer am Köllnischen Gymnasium. 
1902 wurde er (ohne Habilitation) als ordentlicher Professor für Klassische Philologie an die Universität Kiel berufen. 1906 wechselte er an die Universität Breslau. Seine Lebensstellung erreichte er 1909 als Ordinarius an der Universität Göttingen. 
1914 wurde er in die Religionswissenschaftliche Kommission der Königlichen Gesellschaft der Wissenschaften und als korrespondierendes Mitglied in die Preußische Akademie der Wissenschaften aufgenommen.
Wendland war mit Anna Eickenloff verheiratet. Er war Mitglied und später Alter Herr des Philologischen Vereins Bonn und des Philologischen Vereins Breslau im Naumburger Kartellverband.

## Leistungen
Wendlands Hauptforschungsgebiet war die hellenistische Welt zur Zeit des Neuen Testaments. Dabei galt sein Interesse vor allem Philo von Alexandria. Er widmete sich der Sichtung und Erforschung von dessen Schriften, die er zusammen mit Leopold Cohn unter dem Namen Philonis opera quae supersunt herausgab. Diese Ausgabe gilt noch heute als Standardausgabe des Werkes. Ihm gelang es außerdem mehrere Indizien für die Faktizität des Neuen Testaments zu finden (z. B. die Verspottungsszene in Markus 15,16-20 als Brauch römischer Legionäre, durch Los einen Saturnalienkönig zu bestimmen).

## Werke
- Die hellenistisch-römische Kultur in ihren Beziehungen zu Judentum und Christentum (Tübingen: Mohr, 1907)